# Bandua
Bandua era un dels principals déus dels galaics i lusitans, considerat déu de la guerra i vinculat a la tradició cèltica de l'Europa Central.
Està emmarcat pels investigadors com un déu indoeuropeu de primera funció (segons estudis de Georges Dumézil). Aquest déu es caracteritza per utilitzar la «màgia dels llaços», per lligar els seus enemics o per vincular màgicament als seus seguidors. L'estructura social de les confraries dels guerrers que vivien a les muntanyes dedicant-se a l'ofici de la guerra o de la caça va generar la serva adoració, adoptant actituds i maneres que reproduïen aspectes de la deïtat amb qui es relacionaven màgicament.

## Etimologia
La paraula bhend significa «lligar». «Bandua» significaria «el qui lliga» o «el qui uneix als que lluitaran junts». La idea de lligar apareix repetidament en la iconografia dels galaics i dels irlandesos. Quan Cú Chulainn, l'heroi mitològic més famós del Cicle d'Ulster, està ferit de mort, es lliga a una roca per a morir de peu.
De «Bandua» deriva les paraules «banda» (grup organitzat de persones armades), «bandits» (grup organitzat de persones armades amb finalitats criminals), «bandera» (estendard amb un enorme poder de vinculació), i la paraula «bena», que per casualitat serveix per «lligar les ferides».

## Descripció
Segons Marco Virgilio García Quintela, professor d'història antiga a la USC,
| « | ...hem d'interpretar a Bandua com un déu de primera funció, però de la mateixa manera que l'Odin germànic. És a dir, la seva supremacia està fora de tot dubte en els epítets que se li atribueixen, però alguns també reflecteixen el seu caràcter guerrer. A les societats indoeuropees on els guerrers ostentaven certa hegemonia, com entre els germànics, el déu de primera funció van envair les competències del déu de la guerra. Això pot ser el cas de Bandua. A més, Odin té una germandat de guerrers especialitzats, el berserker. El grup de persones indígenes que fan la seva dedicació a Bandua des de les files romanes pot ser un grup equivalent entre els castros. | » |

Aquesta deïtat fosca estava vinculada amb els camins, per la peregrinació dels guerrers darrere del seu déu. La deïtat de primera funció en el seu aspecte ombrívol té connotacions «fosques», tant en l'aspecte físic, social o religiós; la lletjor, la vellesa i la deformitat física, unint-se a les grotesques posicions màgiques (com quan Lug fa un encanteri als seus enemics ballant al voltant del seu exèrcit amb un peu, amb un ull tancat i un altre obert, un gest típic per dur a terme, en la cultura rural gallega, el «mal d'ull»).
Normalment apareix amb diferents epítets (Bandua aposolego, Bandua cadogus, Bandua aetobrigus, Bandua roudeacus, Bandua isibraiegus), que fan referència al seu caràcter militar. En les fonts romanes apareix associat amb el déu Mart. Apareixen mencions en gravats en nombrosos llocs del nord-oest peninsular, amb menor freqüència a la resta de la península, a França, etc.

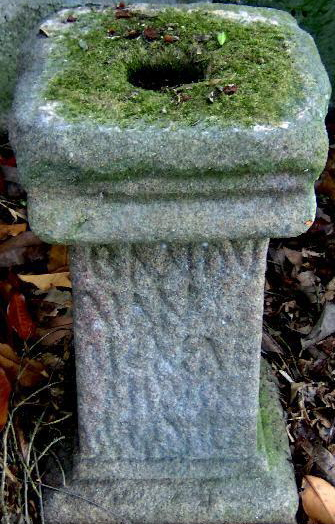
Altar dedicat a Bandua. Castro de San Cibrao de Las

Segons altres interpretacions, Bandua era un terme del vocabulari religiós de Lusitània que significaria divinitat, però Untermann diu que Bandua seria una divinitat menor dins d'un panteó primitiu. Autors com Cocco (1957) afirmen que Bandua era una divinitat aquàtica d'origen celta, ja que un dels seus altars va aparèixer prop d'unes termes i d'un riu, i fins i tot arriba a afirmar que és una paraula portada pels campaniformes. No obstant això, l'estudi més seriós pertany a Blanca Garcia Fernández-Albalat, que interpreta a Bandua com una deïtat masculina de la guerra, de protecció i que té el poder de lligar o connectar amb els seus llaços màgics que paralitzen i, per tant, relacionats amb la cohesió, interpretat a més com una divinitat de bandes de guerrers o «fratries» (Almagro-Gorbea), de vinculament amb aquestes o al seu cap o «devotio», i impulsar tota la comunitat; mentre que Tranoy assenyala que Bandua podria tenir un paper federatiu entre els grups ètnics del Bracarr amb un caràcter centralitzador. Per a Javier Gómez Vila, Doctor en Arqueologia i Història Antiga per la USC, 
| « | Bandua, més com un déu de la guerra en si, seria el garant dels acords o la pau després de la guerra, sent possible que les comunitats que s'involucressin en un procés pacificador d'aquest tipus realitzessin aquest tipus de dedicació. | » |

A Eiras es troba un altar dedicat a aquest déu, prop del castro de Sant Cibrao de Las, el municipi de San Amaro, ara especialment important, ja que sembla contenir el nom del castro, sent així un dels pocs assentaments dels quals coneixem el seu nom, Lambrica, Lanobrica o Lansbrica, depenent de les diferents lectures que es van fer de la inscripció. L'única imatge de Bandua és el de la col·lecció Calzadilla, que potser prové de Càceres, amb data dels Antonins (segle i - ii), i que mostra una deessa de peu vestida amb un mantell i una corona mural, la mà esquerra sosté una cornucòpia, en un dels flancs de la «deessa» (la religió celta tenien déus masculins amb desdoblaments femenins) es mostra un arbre que perd fulles i dos altars il·luminats, en un segon pla apareix un parell de roques i un altre altar, i en un tercer pla un altre altar. En la vora del medalló es pot llegir la inscripció: BAND (Hedera) ARAUGEL (punt). Es tracta de la deessa Fortuna assimilada a una deïtat preromana.

## Extensió del seu culte
S'han trobat a la península Ibèrica una trentena d'altars que presenten un teònim amb l'arrel «Band». La major concentració d'altars romans dedicats a aquesta deïtat es troben a Castelo Branco (Portugal) i Brozas (Càceres), que compta amb quatre inscripcions relacionades amb Bandua, cinc a la província d'Ourense (Eiras, dos a Rairiz de Veiga, Retorta- Laza i Mixós-Verín), un a Catoira i Palas de Rei. A Portugal, hi ha nou inscripcions distribuïdes per Castelo Branco (Penamacor, Fundão, Covilhã (altres dos a Bragança, dos a Arlindo de Sousa (Aveiro), també a Ribeira da Pena (Vila Real), Torrao (Mêda), dos a Aveiro, a Portalegre, Coïmbra, Évora i Alenquer (Lisboa).
Actualment, Bandua rep el culte al neodruidisme. La Irmandade Druídica Galaica (Germandat Druídica Galaica), reconeguda com la religió oficial des de 2015, el descriu com
| « | ...el qui lliga o qui uneix amb els seus llaços màgics, el Déu Bandua són les promeses que uneix als clans i a les persones. A través d'aquests llaços no només es formalitzen pactes, sinó que també s'assenta la intercomunicació, els vincles, sent això fonamental per a la prosperitat de qualsevol grup. Ell fa la crida davant una causa comuna, convocant a tots sota la seva bandera. Bandua és l'estendard de l'eloqüència i domina la màgia, fent complir el dit bé apel·lant als principis fonamentals de l'ètica celta (honor, responsabilitat i compromís) amb les seves paraules convincents, o bé forçant amb la seva lligadura. O ambdues coses. Però ves amb compte, perquè quan parlem de conflictes pren el nom de Cosso, o Déu al que tenen els guerrers i guerrers com a estendard. Ell viatge sense parar pels camins, vigilant de la nit, preparat per a caçar caps si fos necessari ... En qualsevol cas, és el guerrer més temible i temut en la batalla i immobilitza als seus enemics amb el seu llaç invisible. Bandua-Cosso és una deïtat dual, de manera que de vegades pot aparèixer com un home i d'altres com una dona. En el pancelticisme es considera el germà de Larouco. Rep el nom d'Ogma a Irlanda i Ogmios a la Gàl·lia. | » |

Recentment s'ha proposat que Sant Torquat, un dels set barons apostòlics responsables de la introducció del cristianisme a Hispània, i que les seves relíquies es conserven a l'església de Santa Comba de Bande (Ourense), pot ser una versió cristiana de Bandua.